# Grande Prêmio do Japão de 2007
Resultados do Grande Prêmio do Japão de Fórmula 1 realizado em Fuji em 30 de setembro de 2007. Décima quinta etapa do campeonato, foi vencido pelo britânico Lewis Hamilton, da McLaren-Mercedes, com Heikki Kovalainen em segundo pela Renault e Kimi Räikkönen em terceiro pela Ferrari.

## Resumo
- Última vitória do ano de Lewis Hamilton e da McLaren.
- Último pódio de Lewis Hamilton no ano.
- Primeiro e único pódio de Heikki Kovalainen na Renault e últimos pontos do finlandês pela equipe.
- Primeiro ponto da equipe Spyker e único ponto de Adrian Sutil pela equipe e no ano.
- Felipe Massa está matematicamente fora da briga do título: 27 pontos atrás de Lewis Hamilton, ainda que ganhe as duas últimas corridas (que dão 20 pontos), e Lewis Hamilton não pontue, não conseguirá ser campeão.
- Único abandono de Fernando Alonso na temporada.

## Classificação da prova

### Treinos classificatórios
| Pos.   | Nº | Piloto               | Equipe             | Q1       | Q2        | Q3       | Grid | Notas      |
| ------ | -- | -------------------- | ------------------ | -------- | --------- | -------- | ---- | ---------- |
| 1      | 2  | Lewis Hamilton       | McLaren-Mercedes   | 1:25.489 | 1:24.753  | 1:25.368 | 1    |            |
| 2      | 1  | Fernando Alonso      | McLaren-Mercedes   | 1:25.379 | 1:24.806  | 1:25.438 | 2    |            |
| 3      | 6  | Kimi Räikkönen       | Ferrari            | 1:25.390 | 1:24.988  | 1:25.516 | 3    |            |
| 4      | 5  | Felipe Massa         | Ferrari            | 1:25.359 | 1:25.049  | 1:25.765 | 4    |            |
| 5      | 9  | Nick Heidfeld        | BMW Sauber         | 1:25.971 | 1:25.248  | 1:26.505 | 5    |            |
| 6      | 16 | Nico Rosberg         | Williams-Toyota    | 1:26.579 | 1:25.816  | 1:26.728 | 15   | [ nota 2 ] |
| 7      | 7  | Jenson Button        | Honda              | 1:26.614 | 1:25.454  | 1:26.913 | 6    |            |
| 8      | 15 | Mark Webber          | Red Bull-Renault   | 1:25.970 | 1:25.535  | 1:26.914 | 7    |            |
| 9      | 19 | Sebastian Vettel     | Toro Rosso-Ferrari | 1:26.025 | 1:25.909  | 1:26.973 | 8    |            |
| 10     | 10 | Robert Kubica        | BMW Sauber         | 1:26.300 | 1:25.530  | 1:27.225 | 9    |            |
| 11     | 3  | Giancarlo Fisichella | Renault            | 1:26.909 | 1:26.033  |          | 10   |            |
| 12     | 4  | Heikki Kovalainen    | Renault            | 1:27.223 | 1:26.232  |          | 11   |            |
| 13     | 14 | David Coulthard      | Red Bull-Renault   | 1:26.904 | 1:26.247  |          | 12   |            |
| 14     | 12 | Jarno Trulli         | Toyota             | 1:26.711 | 1:26.253  |          | 13   |            |
| 15     | 18 | Vitantonio Liuzzi    | Toro Rosso-Ferrari | 1:27.234 | 1:26.948  |          | PL   | [ nota 3 ] |
| 16     | 11 | Ralf Schumacher      | Toyota             | 1:27.191 | sem tempo |          | 14   | [ nota 4 ] |
| 17     | 8  | Rubens Barrichello   | Honda              | 1:27.323 |           |          | 16   |            |
| 18     | 17 | Alexander Wurz       | Williams-Toyota    | 1:27.454 |           |          | 17   |            |
| 19     | 23 | Anthony Davidson     | Super Aguri-Honda  | 1:27.564 |           |          | 18   |            |
| 20     | 20 | Adrian Sutil         | Spyker-Ferrari     | 1:28.628 |           |          | 19   |            |
| 21     | 22 | Takuma Sato          | Super Aguri-Honda  | 1:28.762 |           |          | 20   |            |
| 22     | 21 | Sakon Yamamoto       | Spyker-Ferrari     | 1:29.668 |           |          | 21   |            |
| Fonte: |    |                      |                    |          |           |          |      |            |

### Corrida
| Pos.   | Nº | Piloto               | Construtor         | Voltas | Tempo/Diferença  | Grid | Pontos     |
| ------ | -- | -------------------- | ------------------ | ------ | ---------------- | ---- | ---------- |
| 1      | 2  | Lewis Hamilton       | McLaren-Mercedes   | 67     | 2:00:34.579      | 1    | 10         |
| 2      | 4  | Heikki Kovalainen    | Renault            | 67     | + 8.377          | 11   | 8          |
| 3      | 6  | Kimi Räikkönen       | Ferrari            | 67     | + 9.478          | 3    | 6          |
| 4      | 14 | David Coulthard      | Red Bull-Renault   | 67     | + 20.297         | 12   | 5          |
| 5      | 3  | Giancarlo Fisichella | Renault            | 67     | + 38.864         | 10   | 4          |
| 6      | 5  | Felipe Massa         | Ferrari            | 67     | + 49.042         | 4    | 3          |
| 7      | 10 | Robert Kubica        | BMW Sauber         | 67     | + 49.285         | 9    | 2          |
| 8      | 20 | Adrian Sutil         | Spyker-Ferrari     | 67     | + 1:00.129       | 19   | 1          |
| 9      | 18 | Vitantonio Liuzzi    | Toro Rosso-Ferrari | 67     | + 1:20.622       | PL   | [ nota 5 ] |
| 10     | 8  | Rubens Barrichello   | Honda              | 67     | + 1:28.342       | 16   |            |
| 11     | 7  | Jenson Button        | Honda              | 66     | Suspensão        | 6    |            |
| 12     | 21 | Sakon Yamamoto       | Spyker-Ferrari     | 66     | + 1 volta        | 21   |            |
| 13     | 12 | Jarno Trulli         | Toyota             | 66     | + 1 volta        | 13   |            |
| 14     | 9  | Nick Heidfeld        | BMW Sauber         | 65     | Falha técnica    | 5    |            |
| 15     | 22 | Takuma Sato          | Super Aguri-Honda  | 65     | Colisão          | 20   |            |
| Ret    | 11 | Ralf Schumacher      | Toyota             | 55     | Punção           | 14   |            |
| Ret    | 23 | Anthony Davidson     | Super Aguri-Honda  | 54     | Acelerador       | 18   |            |
| Ret    | 16 | Nico Rosberg         | Williams-Toyota    | 49     | Falha eletrônica | 15   |            |
| Ret    | 19 | Sebastian Vettel     | Toro Rosso-Ferrari | 46     | Danos de colisão | 8    |            |
| Ret    | 15 | Mark Webber          | Red Bull-Renault   | 45     | Colisão          | 7    |            |
| Ret    | 1  | Fernando Alonso      | McLaren-Mercedes   | 41     | Acidente         | 2    |            |
| Ret    | 17 | Alexander Wurz       | Williams-Toyota    | 19     | Colisão          | 17   |            |
| Fonte: |    |                      |                    |        |                  |      |            |

## Tabela do campeonato após a corrida
| Pos.   | Piloto          | Pontos |
| ------ | --------------- | ------ |
| 1      | Lewis Hamilton  | 107    |
| 2      | Fernando Alonso | 95     |
| 3      | Kimi Räikkönen  | 90     |
| 4      | Felipe Massa    | 80     |
| 5      | Nick Heidfeld   | 56     |
| Fonte: |                 |        |

| Pos.   | Construtor       | Pontos |
| ------ | ---------------- | ------ |
| 1      | Ferrari          | 170    |
| 2      | BMW Sauber       | 92     |
| 3      | Renault          | 51     |
| 4      | Williams-Toyota  | 28     |
| 5      | Red Bull-Renault | 23     |
| Fonte: |                  |        |

- Nota: Somente as primeiras cinco posições estão listadas e a campeã mundial de construtores surge grafada em negrito.